# John Shirley (Filmeditor)
John Shirley (* 1922 in London) ist ein britischer Filmeditor, der in seiner Laufbahn bei rund 50 Kino- und Fernsehfilm-Produktionen für den Schnitt verantwortlich war. Darunter Klassiker des britischen Kinos wie Allen Gewalten zum Trotz, Doktor Faustus, Tschitti Tschitti Bäng Bäng, Zeppelin oder James Bond 007 – Leben und sterben lassen.

## Leben und Karriere
Shirley begann seine Laufbahn als Editor zu Beginn der 1950er Jahre mit Kinoproduktionen wie Verbrechen ohne Schuld (1951), Der rote Speer (1953) oder Ich und der Herr Minister (1955). Für den späteren James Bond Regisseur Lewis Gilbert betreute er 1956 den Kriegsfilm Allen Gewalten zum Trotz mit Kenneth More in der Hauptrolle. Zwischen 1959 und 1962 arbeitete er für den Regisseur Gerald Thomas als Editor für verschiedene Produktionen der populären englischen Comedy-Reihe Carry-On (bekannt auch unter dem deutschen Fernsehtitel - Ist ja irre ...) unter anderem für Ist ja irre – Lauter liebenswerte Lehrer (1959), Nicht so toll, Süßer (1961), Ist ja irre – unser Torpedo kommt zurück oder Ist ja irre – der Schiffskoch ist seekrank.
Mitte der 1968er Jahre wandte sich Shirley dann mehr dem Genre des Dramas und dem Genre des Action- und Abenteuerfilms zu. Es entstanden mit seiner Montagearbeit Filme wie Beim siebten Morgengrauen (1964), Doktor Faustus (1967), Das rote Zelt (1969), Das Mörderschiff (1971) oder Zeppelin; die beiden letztgenannten jeweils für den Regisseur Etienne Périer. 1973 und 1974 unterstützte er jeweils Editor-Kollegen bei deren Tätigkeit für Guy Hamiltons Regiearbeiten an den beiden 007 Produktionen James Bond 007 – Leben und sterben lassen und James Bond 007 – Der Mann mit dem goldenen Colt. Zu Beginn der 1980er Jahre betreute er die biographische Verfilmung von Omar Mukhtar – Löwe der Wüste unter der Regie von Moustapha Akkad. 1983 und 1985 folgten zwei weitere Abenteuerfilme mit Insel der Piraten mit Tommy Lee Jones und Quatermain – Auf der Suche nach dem Schatz der Könige mit Richard Chamberlain und Sharon Stone in den Hauptrollen.
Zwischen den frühen 1980er und 1990er Jahren arbeitete John Shirley auch für verschiedene britische Fernsehfilme wie die Rudyard Kipling Adaptation von Kim mit Peter O’Toole, Wölfe jagen nie allein oder die Robert Louis Stevensons Verfilmung Jekyll und Hyde mit Michael Caine.

## Filmografie (Auswahl)

### Kino
- 1951: Verbrechen ohne Schuld (Blackmailed)
- 1952: Hot Ice
- 1954: Der rote Speer (The Scarlet Spear)
- 1955: Ich und der Herr Minister (Man of the Moment)
- 1956: Allen Gewalten zum Trotz (Reach for the Sky)
- 1956: Ich und die Frau Gräfin (Up in the World)
- 1957: Seven Thunders
- 1958: Carve Her Name with Pride
- 1958: Sheriff wider Willen (The Sheriff of Fractured Jaw)
- 1959: 41 Grad Liebe (Carry On Nurse)
- 1959: Ist ja irre – Lauter liebenswerte Lehrer (Carry O Teacher)
- 1960: Ist ja irre – Diese strammen Polizisten (Carry On, Constable)
- 1960: Die liebestolle Familie (Please Turn Over)
- 1961: No Kidding
- 1961: Nicht so toll, Süßer (Carry On, Regardless)
- 1961: Ist ja irre – unser Torpedo kommt zurück (Watch Your Stern)
- 1961: Quintett mit Harfe und Trompete (Raising the Wind)
- 1962: Ist ja irre – der Schiffskoch ist seekrank (Carry On Cruising)
- 1962: Twice Round the Daffodils
- 1963: Bretter, die die Welt bedeuten (I Could Go on Singing)
- 1964: Beim siebten Morgengrauen (The 7th Dawn)
- 1965: Versprich ihr alles (Promise Her Anything)
- 1965: Joey Boy
- 1966: Arrivederci, Baby! (Drop Dead Darling)
- 1967: Doktor Faustus
- 1968: Tschitti Tschitti Bäng Bäng (Chitty Chitty Bang Bang)
- 1969: Das rote Zelt (Krasnaya palatka)
- 1971: Das Mörderschiff (When Eight Bells Toll)
- 1971: Zeppelin
- 1973: The 14
- 1973: James Bond 007 – Leben und sterben lassen (Live and Let Die)
- 1973: Sir Gawain und der grüne Ritter (Gawain and the Green Knight)
- 1974: Der schwarze Panther (The Internecine Project)
- 1974: James Bond 007 – Der Mann mit dem goldenen Colt (The Man with the Golden Gun)
- 1976: The Office Party
- 1977: Der aus der Hölle kam (The Squeeze)
- 1977: My Way II
- 1978: Morgen gibt es kein Erwachen (Tomorrow Never Comes)
- 1980: Omar Mukhtar – Löwe der Wüste (Lion of the Desert)
- 1982: Experience Preferred... But Not Essential
- 1983: Insel der Piraten (Nate and Hayes)
- 1985: Quatermain – Auf der Suche nach dem Schatz der Könige (King Solomon's Mines)
- 1987: Superman IV – Die Welt am Abgrund (Superman IV: The Quest for Peace)
- 1990: Die Pyramiden des Todes (The Serpent of Death)

### Fernsehen
- 1982: P'tang, Yang, Kipperbang.
- 1984: Kim
- 1985: Wölfe jagen nie allein (Hitler's S.S.: Portrait in Evil)
- 1989: Voice of the Heart
- 1990: Jekyll und Hyde (Jekyll & Hyde)
- 1992: …und griffen nach den Sternen (To Be the Best)